# واشه (قفقاز)
وشن (به لاتین: Vaşa) یک منطقهٔ مسکونی در جمهوری آذربایجان است که در شهرستان اسماعیللی واقع شده‌است.

## خصوصیات
وشن ۱۶۵ نفر جمعیت دارد.